# Чёрный камень (рассказ)
«Чёрный ка́мень» (англ. «The Black Stone») — рассказ ужасов Роберта Ирвина Говарда из межавторского цикла «Мифы Ктулху». Написан в декабре 1930 года. Опубликован в 1931 году в американском журнале фантастики Weird Tales. Это один из первых рассказов Говарда, где фигурирует вымышленный немецкий оккультист XIX века Фон Юнцт и его таинственный научный труд «Сокровенные культы». В рассказе Говард стилистически и концептуально подражает писательской манере Лавкрафта, хорошо имитируя канонический стиль мифологии Ктулху.

## Сюжет
Повествование ведётся от имени неизвестного рассказчика (предположительно от имени Джона Кирована).

### Стрегойкавар
...They say foul things of Old Times still lurk

In dark forgotten corners of the world.

And Gates still gape to loose, on certain nights.

Shapes pent in Hell.
Дело происходит в Венгрии, в начале XX века, куда с целью некоторых историко-археологических исследований отправляется неизвестный протагонист из США, от имени которого и ведётся повествование. Рассказчик не скрывает, что настоящей целью его путешествия является древний сакральный объект, именуемый «Чёрный камень». Этот самый пресловутый камень представляет собой гигантский мегалит из чёрного отшлифованного вулканического стекла, расположенный вблизи захолустной деревни с названием Стрегойкавар (англ. Stregoicavar), где-то в горной части Венгрии. Название деревни повествователь переводит с венгерского как «ведьмин город». О существовании данного объекта главному герою становится известно, прежде всего из книги немецкого исследователя оккультизма Фридриха фон Юнцта «Сокровенные культы», в главе, посвященной «чёрным сновидениям». Помимо всего прочего, в книге даётся понять, что чёрный монолит является объектом древнего тайного культа, которому некогда поклонялись жители той местности. Фон Юнцт называет камень «одним из ключей» и утверждает, что вблизи него в ночь летнего солнцестояния наблюдаются явления паранормального характера. Также, фон Юнцт упоминает об историческом труде некоего археолога Отто Достмана «Следы исчезнувших империй», где выдвигается сомнительная гипотеза о том, что Чёрный Камень относится к монгольской культуре и появился во времена нашествия гуннов, его возвели в память о победе Аттилы над готами. Сам фон Юнцт считал возраст камня гораздо более древним. В другой книге, авторства некоего краеведа Дорнли, называющейся «Мадьярский фольклор», главный герой находит новые подробности, касающиеся монолита. Там упоминается о местных сувериях, связанных с данным камнем. Считалось, что если заснуть возле него, особенно в Иванову ночь, то всю последующую жизнь человека будут мучить кошмары. Это в лучшем случае, а в худшем нередко происходили случаи буйного умопомешательства либо смерть.
Ещё одним источником предварительной информации неизвестному рассказчику послужила поэма американского поэта Джастина Джеффри «Люди монолита», написанная им во время его оздоровительного путешествия по Венгрии. Джеффри плохо кончил — сразу после поездки в Стрегойковар он окончательно спятил и закончил свои дни в клинике для сумасшедших, в припадке необъяснимого ужаса. Вдохновлённый сумрачной поэмой бедняги Джеффри, герой рассказа решает и сам испытать судьбу и в один прекрасный день появляется в венгерской деревеньке. Тут он узнает от местных старожилов, что настоящее название вышеупомянутого посёлка есть Ксутлтан (англ. Xuthltan), чтобы это ни значило, и издревле эти места населяли племена неведомых чужаков патанов, обитавших здесь ещё до великого переселения народов. Упомянутые патаны вызывали отвращение у местных славян и мадьяр, которые описывали их как вырождающихся и деградирующих богомерзких дикарей-язычников, поклоняющихся зловещим божествам, и приносящих им человеческие жертвы. По словам местных жителей, всех патанов уничтожили турки, во время недолгой военной оккупации региона.

### Развалины замка Шомвааль
Обследуя местность, повествователь посещает развалины замка Шомвааль, где в 1526 году, согласно историческим летописям, некий польско-венгерский рыцарь граф Борис Владинов пытался противостоять армии османского султана Сулеймана Великого. В связи с этим обстоятельством, главный герой упоминает ещё об одной исторической книге (опять-таки вымышленной самим Говардом) — «Турецкие войны» авторства Ларсона, где описываются злоключения графа Бориса во время знаменитого сражения его войска с турками. В частности, там говорится о загадочной шкатулке с пергаментом, захваченной венграми у турецкого летописца Селима Багадура. Содержимое шкатулки привело графа в ужас. Вскоре после этого, пушки турок разрушили стены замка, погребя графа вместе с таинственной шкатулкой, под обломками крепости.

### Чёрный монолит
Пообщавшись с местными жителями и узнав подробности о Чёрном камне, повествователь решает наконец поближе познакомиться с предметом своих изысканий. Добравшись до места назначения, автор подробно описывает внешний вид камня и свои ощущения от наблюдения, приводя цитаты из различных историко-археологических трудов.
Согласно каноническому описанию Говарда, Чёрный камень находится в центре лесистого плато, скрытого со стороны деревни гребнем скалы, и представляет собой каменное изваяние восьмиугольного сечения, шестнадцати футов в высоту и полутора футов в поперечнике. Отшлифованная поверхность монолита покрыта иероглифами, «не принадлежащими ни одному известному языку». Рассказчик отмечает некоторую схожесть этих надписей с письменами другого похожего объекта, обнаруженного им в долине Юкатана. Исходя из своих впечатлений, исследователь делает вывод о внеземном происхождении мегалита. Более того, в тексте делается намёк на некую «подводную часть айсберга», предполагая наличие колоссального сооружения, ушедшего под землю, вершиной (шпилем) которого и является Чёрный камень.

### Мастер Монолита
Закончив предварительные изыскания, главный герой возвращается в селение, где вскоре знакомится с местным школьным учителем. Учитель излагает свои суждения относительно чёрного монолита, во многом подтверждая выводы рассказчика. Учитель поясняет, что в давние времена вокруг камня ведьмы устраивали шабаши, а местные жители поклонялись языческим богам плодородия, принося им кровавые жертвы, используя чёрный камень в качестве жертвенного алтаря. Также, он пересказал местную легенду о Мастере Монолита (англ. Master of the Monolith) — сверхъестественном жабоподобном существе, по слухам до сих пор обитающем где-то в пещерах поблизости от камня. Древнее название этого существа — Ксутлтан, в его честь была названа вся описываемая местность, включая селение патанов, впоследствии переименованное венграми в Стрегойкавар.

### Шабаш
Однажды вечером рассказчик решил снова прогуляться до монолита. Как раз был вечер накануне Ивана Купала, то есть время, когда по местному поверью к чёрному камню приближаться было наиболее опасным для здоровья. Дойдя до мегалита, повествователь присел в укромном месте и задремал. Но около полуночи он вроде бы проснулся и стал наблюдателем странного действа — возле камня собрались какие-то люди в звериных шкурах, явно с ритуальными целями. Он увидел дымящуюся жаровню и связанных пленников, приготовленных для культового жертвоприношения — молодую девушку и младенца. Собравшиеся люди постепенно доводили себя до религиозного экстаза, с помощью песнопений, танцев и самобичевания. Появившийся в момент наивысшей экзальтации жрец в волчьей маске совершил ритуальное убийство младенца, размозжив его голову о монолит. Жертва повлекла внезапное появление огромного жабоподобного существа, восседавшего на вершине монолита, олицетворявшего собой все низменные пороки первобытных людей. Затем в жертву уже самому существу была принесена девушка. На этом видение заканчивается.

### Манускрипт
Придя в себя, повествователь вновь припомнил обстоятельства гибели графа Бориса Владинова и пришёл к выводу, что в месте его погребения всё ещё может находиться загадочный предмет, захваченный венграми у турецкого отряда Селима Багадура и решает его отыскать. Вновь оказавшись у развалин замка Шомвааль, он раскопал могилу графа и извлёк шкатулку с пергаментом. В старинном манускрипте описывались события, сопутствующие турецкому вторжению в Стрегойкавар и давалось объяснение массовым убийствам патанов — местные дикари наводили ужас на турок своими ритуалами и обычаями. Турки пытали жрецов и те поведали им о Мастере Монолита — жабоподобном Ксутлтане, обитающем в отдалённой пещере, являющейся верхней частью грандиозного подземного мегалитического сооружения дочеловеческой эпохи Древних. Багадур отдал приказ отыскать пещеру Ксутлтана и умертвить древнее существо, которое, по мнению турок, оскверняло землю. Убийство Мастера Монолита не прошло безнаказанным — часть турецких солдат была уничтожена существом. Но Ксутлтана всё-таки предали огню.
Прочтя манускрипт Селима Багадура, неизвестный рассказчик констатирует, что в районе горной системы Стрегойковара, в подземных убежищах скрываются представители чуждой и враждебной цивилизации сверхъестественной природы. После этого он выбрасывает манускрипт и жреческую фигурку идола, найденную вместе с манускриптом в могиле Бориса Владинова, в воды Дуная. И уезжает на родину.

## Персонажи и упоминаемые лица
- Фридрих Вильгельм фон Юнтц — вымышленный немецкий оккультный исследователь (1795—1840), автор книги «Сокровенные культы».
- Алекс Ладо — француз, друг и помощник фон Юнцта. Покончил жизнь самоубийством.
- Отто Достман — вымышленный немецкий историк-археолог, автор книги «Следы исчезнувших империй».
- Джастин Джеффри[~ 2] — вымышленный американский поэт (1898—1926), автор поэмы «Люди монолита». Умер в сумасшедшем доме.
- Дорнли — вымышленный этнограф, автор книги «Мадьярский фольклор».
- Ларсон — вымышленный историк, автор труда «Турецкие войны».
- Борис Владинов — вымышленный польско-венгерский рыцарь, граф. Погиб в 1526 году, во время турецкой осады замка Шомвааль.
- Селим Багадур — турецкий военачальник и летописец. Убит войсками Владинова.
- Сулейман Великий — реальный исторический персонаж, османский султан.
- Аттила — реальный исторический персонаж. Предводитель гуннов.
- Жрец патанов — языческий жрец Ксутлтана в волчьей маске.
- Bridewall — вымышленное лондонское книжное издательство.
- Golden Goblin Press — вымышленное нью-йоркское книжное издательство.

## Географические объекты и архитектурные сооружения
- Стрегойкавар — населённый пункт в горной части Венгрии. Древнее название на языке патанов — Ксутлтан.
- Шомвааль — название местности (по́ля) и разрушенного венгерского замка графа Бориса Владинова.
- Чёрный монолит — древнее мегалитическое изваяние внеземного происхождения в Венгрии.
- Горный храм Ксутлтан — грандиозный древний комплекс сооружений, скрытый в горах.
- Юкатан — полуостров в Южной Америке (Гондурас), где был обнаружен второй мегалит, подобный Чёрному камню.
- Юкатанский монолит — аналогичное Чёрному монолиту сооружение на полуострове Юкатан. Имеет отношение к Храму Жабы.

## Расы и существамифов Ктулху
- Патаны — исчезнувшее языческое племя, поклонявшееся Чёрному монолиту.
- Ксутлтан — жабоподобное существо, называемое также Мастером Монолита (см. Голгор).

## Упоминаемые артефакты
- Чёрная книга — первоиздание «Сокровенных культов» фон Юнцта.
- Сгоревшая рукопись — черновик второго тома «Сокровенных культов» фон Юнцта.
- Люди монолита — поэма Джастина Джеффри.
- Фигурка Ксутлтана — жреческий кулон в виде жабы, он же ключ к храму Ксутлтана.
- Манускрипт Селима Багадура — пергамент написанный на турецком языке.

## Комментарии
1. ↑  Здесь и далее все имена и названия приводятся по переводу Г. Корчагина
2. ↑  Также упоминается в рассказах Р. И. Говарда «Тварь на крыше» (англ. The Thing on the Roof) и «Дом, окружённый дубами» (англ. The House in the Oaks), в рассказе Говарда Лавкрафта «Тварь на пороге» (англ. The Thing on the Doorstep).